# Pomorski Okręg Wojskowy

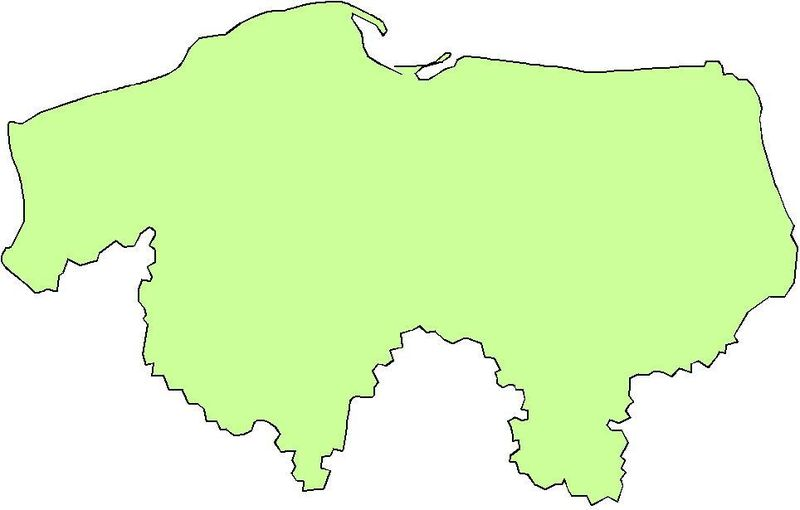
Zasięg administrowania POW

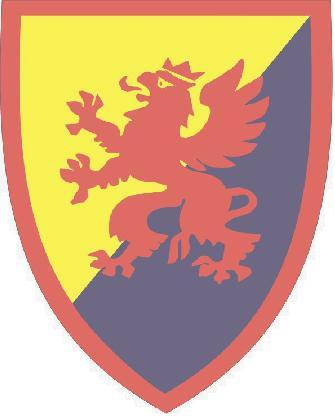
Logo POW

Pomorski Okręg Wojskowy (POW) – dawny terenowy organ wykonawczy Ministra Obrony Narodowej w sprawach operacyjno-obronnych i rządowej administracji niezespolonej (art. 14 Ustawy z 21 listopada 1967. o powszechnym obowiązku obrony Rzeczypospolitej Polskiej). Siedziby dowództwa Okręgu: Toruń (1945), Bydgoszcz, Gdańsk, Koszalin, Bydgoszcz – od 1947 do 2007 ul. gen. J. Dwernickiego 1, od 2007 do 28 grudnia 2011 ul. Szubińska 105.
Od 1999 Pomorski Okręg Wojskowy był jednym z dwóch okręgów wojskowych w Polsce. Po 92 latach istnienia (licząc od daty powstania Okręgu Korpusu Nr VIII) decyzją Ministra Obrony Narodowej 28 grudnia 2011 nastąpiło całkowite rozwiązanie Pomorskiego Okręgu Wojskowego. Obowiązki i tradycje POW przejmie Inspektorat Wsparcia Sił Zbrojnych.
Tradycja noszenia błękitnych beretów w jednostkach POW nawiązywała do tzw. Błękitnej Armii gen. Hallera, która zajęła Pomorze zimą 1920.

## Historia Okręgu
Dowództwo Okręgu Wojskowego Nr II – Pomorze zostało utworzone w lutym 1945 w Toruniu na bazie dowództwa 1 Korpusu Armijnego. Okręg objął swoim zasięgiem województwa gdańskie i szczecińskie. Dowódcy okręgu podporządkowano stacjonujące na jego terytorium: 12 Dywizję Piechoty w Szczecinie i 16 Dywizję Piechoty w Gdańsku. W kwietniu 1945, wraz z przeniesieniem siedziby województwa do Bydgoszczy, swoją siedzibę (przy ul. św. Trójcy 1), znalazł tam również Okręg II. W październiku 1945, w związku z nowymi granicami okręgów, dowództwo Okręgu Wojskowego Morskiego przeniesione zostało do Gdańska, na ul. Okopową 6, a następnie na rok do Koszalina. Bydgoszcz trafiła wówczas do okręgu poznańskiego. We wrześniu 1945 w skład okręgu weszła też 1 Warszawska Dywizja Kawalerii stacjonująca w Koszalinie. W 1947 dowództwo OW II przeniesiono ponownie do Bydgoszczy.
Jesienią 1945 przy Dowództwie Pomorskiego OW został sformowany Wydział Wojsk Ochrony Pogranicza II kategorii. Na stanowisko szefa wydziału został wyznaczony ppłk Karol Bacz. Szefowi wydziału podlegał 3 i 4 Oddział Ochrony Pogranicza oraz trzy samodzielne kompanie łączności. We wrześniu 1946 wydział został rozformowany, a 3 Szczeciński Oddział WOP i 4 Bałtycki Oddział WOP podporządkowane bezpośrednio szefowi Departamentu WOP w Warszawie.
W 1949 w związku z likwidacją OW Poznań w skład OW II włączono 8 Dywizję Piechoty. W tym czasie powstały w okręgu dwa korpusy: 1 Korpus Pancerny i 1 Korpus Piechoty (KP). W 1951 utworzono 8 Korpus Piechoty, który rok później, wraz z 1 KP przemianowano na korpus armijny.
W 1954 ze względu na zmniejszenie liczby okręgów wojskowych w skład OW weszło województwo olsztyńskie. Jednocześnie dokonano zmiany nazwy okręgu z OW II na Pomorski Okręg Wojskowy.
Na początku 1955 w skład jednostek POW wchodziły: 1 Korpus Armijny (20 Dywizja Zmechanizowana, 12 i 14 Dywizje Piechoty), 8 Korpus Armijny (15 Dywizja Zmechanizowana, 21 i 22 Dywizje Piechoty), 1 Korpus Zmechanizowany (8 i 16 Dywizje Zmechanizowane), 6 i 8 Dywizja Artylerii Przełamania oraz 16 Dywizja Artylerii Przeciwlotniczej.
Po utworzeniu Układu Warszawskiego, od połowy lat 60., na bazie jednostek Pomorskiego OW formowana była na wypadek wojny 1 Armia Ogólnowojskowa wchodząca w skład Frontu Polskiego wydzielanego do Zjednoczonych Sił Zbrojnych UW.
W połowie lat 60. dowództwu POW podlegały: 8 i 12 Dywizja Zmechanizowana, 16 i 20 Dywizja Pancerna, 7 Dywizja Desantowa, 2 Brygada Artylerii i 6 Brygada Artylerii Armat.
W skład okręgu do 1989 wchodziły jednostki liczące w sumie ok. 100 tys. żołnierzy.
W latach 80. XX wieku sztab okręgu używał kryptonimu Lazur.
W latach 90. rozpoczął się okres głębokiej restrukturyzacji jednostek okręgu. Nastąpiła redukcja wielu jednostek. Dywizje wchodzące w skład POW rozpoczęły przechodzenie z systemu pułkowego na brygadowy.
W 2001 jednostki operacyjne okręgu podporządkowano Dowództwu Wojsk Lądowych. Podstawowym zadaniem okręgu od tego momentu była obrona terytorialna oraz zabezpieczenie logistyczne jednostek stacjonujących na jego terytorium.

### Zadania Okręgu
POW przede wszystkim zabezpieczał logistycznie działanie związków taktycznych stacjonujących na jego terenie. Prowadził działalność administracyjną i uzupełniającą stany poprzez podległe Wojewódzkie Sztaby Wojskowe i podległe im wojskowe komendy uzupełnień.
Jednym z głównych zadań POW była odpowiedzialność za system obronny państwa. Zadanie to wykonywała poprzez dowodzenie jednostkami obrony terytorialnej.

### Jednostki podległe dowódcy POW
1946
- 12 Dywizja Piechoty – Szczecin
- 16 Kaszubska Dywizja Piechoty – Gdańsk
- 1 Dywizja Kawalerii – Koszalin
- 16 Dnowsko-Łużycka Brygada Pancerna
- 13 Brygada Artylerii Ciężkiej
- 76 pułk artylerii
- 88 Pułk Artylerii Przeciwlotniczej
- 2 Batalion Łączności Okręgu Wojskowego – Bydgoszcz.

1985
- 8 Drezdeńska Dywizja Zmechanizowana im. Bartosza Głowackiego – Koszalin
- 12 Dywizja Zmechanizowana im. Armii Ludowej – Szczecin
- 16 Kaszubska Dywizja Pancerna – Elbląg
- 20 Warszawska Dywizja Pancerna im. marsz. Konstantego Rokossowskiego – Szczecinek
- 7 Łużycka Dywizja Desantowa – Gdańsk
- 2 Pomorska Brygada Artylerii /Rakiet Operacyjno-Taktycznych/ – Choszczno
- 6 Warszawska Brygada Artylerii Armat – Toruń
- 7 Brygada Artylerii – Toruń
- 14 Pułk Artylerii Przeciwpancernej – Kwidzyn
- 5 Brygada Saperów im. gen. Ignacego Prądzyńskiego – Szczecin
- 2 Pomorski Pułk Chemiczny – Grudziądz
- 4 Łużycki Pułk Łączności – Bydgoszcz
- 12 Pułk Radioliniowo-Kablowy – Świecie
- 12 Batalion Rozpoznania Radioelektronicznego – Koszalin.

2009
- 1 Pomorska Brygada Logistyczna – Bydgoszcz
- 2 Inowrocławski Pułk Komunikacyjny – Inowrocław
- 3 Włocławski Pułk Drogowo-Mostowy – Chełmno
- 1 Kujawsko-Pomorski Batalion Dowodzenia OW – Bydgoszcz
- 1 Baza Materiałowo – Techniczna – Toruń
- 2 Rejonowa Baza Materiałowa – Wałcz
- 4 Rejonowa Baza Materiałowa – Grudziądz
- 9 Rejonowa Baza Materiałowa – Warszawa
- 11 Rejonowa Baza Materiałowa – Olsztyn
- Centralna Składnica Marynarki Wojennej – Gdynia
- Oddział Zabezpieczenia JFTC – Bydgoszcz
- 5 Ośrodek Przechowywania Sprzętu – Nowy Dwór Mazowiecki
- 1 Okręgowe Warsztaty Techniczne – Grudziądz
- 3 Okręgowe Warsztaty Techniczne – Nowy Dwór Mazowiecki
- 5 Rejonowe Warsztaty Techniczne – Bydgoszcz
- 1 kompania regulacji ruchu – Bydgoszcz
- Wojewódzkie Sztaby Wojskowe w Białymstoku, Bydgoszczy, Gdańsku, Olsztynie, Poznaniu, Szczecinie i Warszawie.

## Dowódcy Okręgu
- ppłk Mikołaj Iwanow (p.o. 21 IV - 15 V 1945)
- płk / gen. bryg. Wacław Szokalski (16 V - 22 IX 1945)
- gen. bryg. Wiaczesław Jakutowicz (23 IX - 10 X 1945)
- gen. bryg. Jan Jośkiewicz (11 X 1945 - 25 VI 1947)
- gen. bryg. Jan Rotkiewicz (26 VI - 15 X 1947)
- gen. dyw. Bronisław Półturzycki (19 XI 1947 - 21 I 1953)
- gen. bryg. Antoni Władyczański (cz.p.o. 21 III - 29 V 1953 i p.o. 30 V 1953 - 22 X 1954)
- gen. dyw. Jan Rotkiewicz (31 XII 1954 - 5 XI 1956)
- gen. dyw. Zygmunt Huszcza (6 XI 1956 - 14 XI 1964)
- gen. dyw. Józef Kamiński (15 XI 1964 - 18 V 1971)
- gen. dyw. Wojciech Barański (19 V 1971 - 26 II 1978)
- gen. dyw. Józef Użycki (27 II 1978 - 14 III 1983)
- gen. dyw. Zbigniew Blechman (1 IV 1983 - 22 IX 1989)
- gen. dyw. Zbigniew Zalewski (23 IX 1989 - 3 IX 1992)
- gen. dyw. Tadeusz Bazydło (4 IX 1992 - 8 IX 2000)
- gen. dyw. Leszek Chyła (9 IX 2000 - 11 XII 2003)
- gen. dyw. Zbigniew Głowienka (12 XII 2003 - 5 X 2006)
- gen. bryg. Zygmunt Duleba (p.o. 6 X 2006 - 11 I 2007 i dowódca 12 I 2007 - 28 XII 2011)

Od września 1945 do listopada 1956 wszyscy dowódcy okręgu pochodzili z Armii Czerwonej.